# Dd

dd (data definition) — программа UNIX, предназначенная как для копирования, так и для конвертации файлов. Название унаследовано от оператора DD (Data Definition) из языка JCL.
Поскольку в UNIX многие объекты (жёсткие/гибкие диски, COM/LPT-порты, оперативная память компьютера, память с кодом/данными каждого процесса) представлены в виде специальных файлов, спектр применения утилиты dd гораздо шире, чем кажется на первый взгляд. Регулярно возникает необходимость не просто скопировать файл или несколько файлов (для чего предназначена утилита cp), а скопировать первые n байт файла, пропустить m байт от начала, прочитать файл с дефектного носителя, транслировать содержимое файла в ASCII, «развернуть» порядок байтов в файле (Little-Endian vs. Big-Endian), просто скопировать очень большой файл или всё вместе взятое. Для этой цели и служит dd.
Кроме всего прочего, данная утилита позволяет скопировать регионы из файлов «сырых» устройств, например, сделать резервную копию загрузочного сектора жёсткого диска, или прочитать фиксированные блоки данных из специальных файлов, таких, как /dev/zero или /dev/random.
Название утилиты dd иногда в шутку расшифровывают, как «disk destroyer», «data destroyer», «delete data» или «добей диск», так как утилита позволяет производить низкоуровневые операции на жёстких дисках — при малейшей ошибке (такой, как реверс параметров if и of) можно потерять часть данных на диске (или даже все данные). Есть и более «уважительное» прозвище — «disk duplicator», потому что на практике основное её применение — это копии, образы и бэкапы разделов.

## Некоторые параметры
При написании статьи были использованы материалы man dd, описывающие версию dd от GNU. Версии dd на других операционных системах могут отличаться.

### Базовые параметры
dd [--help] [--version] [status] [if=файл] [of=файл] [ibs=байты] [obs=байты] [bs=байты] [cbs=байты] [skip=блоки] [seek=блоки] [count=блоки] [conv={ascii, ebcdic, ibm, block, unblock, lcase, ucase, swab, noerror, notrunc, sync}]
- status=progress — отображает статистику передачи, возможны 3 варианта 'none', 'noxfer', 'progress' GNU Coreutils 8.24+ (Ubuntu 16.04 and newer).
- if=файл — читает данные из файла вместо стандартного ввода.
- of=файл — пишет данные в файл вместо стандартного вывода.
- bs=n — размер блока.
- ibs=nn и obs=nn — задаёт, сколько байтов нужно считывать или записывать за раз.
- count=n — сколько блоков скопировать.
- seek=n — сколько блоков пропустить от начала в выходном файле перед копированием.
- skip=n — сколько блоков пропустить от начала во входном файле перед копированием.
- conv=фильтр,фильтр — применить фильтры конвертации. Типы фильтров:
  - ascii — сконвертировать в ASCII из EBCDIC…
  - ebcdic — …и наоборот.
  - block — выравнивание блоков.
  - lcase — преобразовать к нижнему регистру.
  - ucase — преобразовать к верхнему регистру.
  - swab — менять местами пары байт.
  - noerror — игнорировать ошибки ввода-вывода.

## Примеры использования

### Работа с CD/DVD-дисками и образами
Создать образ CD/DVD, используя большой размер блока. Игнорировать ошибки:
```
    
dd
 
if
=
/dev/cdrom
 
of
=
backup.iso
 
bs
=
65536
 
conv
=
noerror

```

Записать ISO-образ «image.iso» на устройство sdb вместе с его загрузочным сектором и форматированием раздела в файловую систему образа (как правило, ISO 9660 или UDF):
```
    
dd
 
if
=
image.iso
 
of
=
/dev/sdb

```

### Работа с файлами
Скопировать файл foo в файл bar:
```
    
dd
 
if
=
foo
 
of
=
bar

```

Скопировать файл foo в файл bar, пропустив первые 10 КБ из файла foo:
```
    
dd
 
if
=
foo
 
of
=
bar
 
bs
=
1k
 
skip
=
10

```

Порезать 10-мегабайтный файл foo на 2 по 5 МБ:
```
    
dd
 
if
=
foo
 
of
=
bar.0
 
bs
=
1M
 
count
=
5

    
dd
 
if
=
foo
 
of
=
bar.1
 
bs
=
1M
 
skip
=
5

```

Склеить четыре 100-мегабайтных файла в один:
```
    
dd
 
if
=
SMILE.001
 
of
=
SMILE
  
bs
=
1M
 
seek
=
0

    
dd
 
if
=
SMILE.002
 
of
=
SMILE
  
bs
=
1M
 
seek
=
100

    
dd
 
if
=
SMILE.003
 
of
=
SMILE
  
bs
=
1M
 
seek
=
200

    
dd
 
if
=
SMILE.004
 
of
=
SMILE
  
bs
=
1M
 
seek
=
300

```

а можно и так:
```
    
dd
 
if
=
SMILE.001
 
>
 
SMILE

    
dd
 
if
=
SMILE.002
 
>>
 
SMILE

    
dd
 
if
=
SMILE.003
 
>>
 
SMILE

    
dd
 
if
=
SMILE.004
 
>>
 
SMILE

```

или же (для сбора файла из большого количества кусков):
```
    
for
 
i
 
in
 
{
1
..4
}
;
 
do
 

        
dd
 
if
=
SMILE.00
$i
 
>>
 
SMILE

    
done

```

Примеры выше показывают возможности dd; на практике, обычно, используется cat:
```
    
cat
 
SMILE.00
{
1
,2,3,4
}
 
>>
 
SMILE

```

Вывести на экран (в /dev/stdout) первые 256 байт файла foo:
```
    
dd
 
if
=
foo
 
of
=
/dev/stdout
 
bs
=
128
 
count
=
2

```

или:
```
    
dd
 
if
=
foo
 
bs
=
128
 
count
=
2

```

Предыдущая команда годится только для просмотра текстового файла. Содержимое бинарного файла рекомендуется смотреть так:
```
    
dd
 
if
=
foo
 
bs
=
1
 
count
=
10
 
2
>/dev/null
 
|
 
hexdump

```

### Резервное копирование и удаление данных
В большинстве случаев следует быть внимательным, чтобы файл назначения не оказался на том же самом диске, с которого снимается образ (и, собственно, желательно его вообще размонтировать, поскольку любые случайные изменения его файловой системы могут нарушить целостность образа).
Скопировать один раздел жёсткого диска на другой жёсткий диск, игнорируя ошибки ввода-вывода:
```
    
dd
 
if
=
/dev/sda1
 
of
=
/dev/sdb2
 
bs
=
4096
 
conv
=
noerror,sync

```

Сделать копию главной загрузочной записи (MBR) первого жёсткого диска:
```
    
dd
 
if
=
/dev/hda
 
of
=
bootloader.mbr
 
bs
=
512
 
count
=
1

```

Заполнить всё свободное место в текущем разделе нулями:
```
    
dd
 
if
=
/dev/zero
 
of
=
zerofill

```

Создать сжатый образ первого жёсткого диска со всеми разделами (рекомендуется сначала заполнить свободное место нулями для лучшего сжатия):
```
    
dd
 
if
=
/dev/sda
 
|
 
xz
 
-9
 
>
 
MyFuBu.ISO.XZ

```

Создать разбитый на отрезки по 2Gb образ первого жёсткого диска со всеми разделами (со сжатием и без):
```
    
dd
 
if
=
/dev/sda
 
|
 
xz
 
-9
 
|
 
split
 
-b
 
2G
 
--additional-suffix
=
.xz
 
-
 
MyFuBu.iso.

    
dd
 
if
=
/dev/sda
 
|
 
split
 
-b
 
2G
 
--additional-suffix
=
.iso
 
-
 
MyFuBu.

```

Просмотреть содержимое главной загрузочной записи (MBR) первого жёсткого диска:
```
    
dd
 
if
=
/dev/sda
 
bs
=
512
 
count
=
1
 
|
 
hexdump
 
-C

```

Копировать всё, кроме метки, с диска на магнитную ленту:
```
    
(
dd
 
bs
=
4k
 
skip
=
1
 
count
=
0
 
&&
 
dd
 
bs
=
512k
)
 
<
$disk
 
>
$tape

```

Копировать всё, не перезаписывая метку, с магнитной ленты на диск:
```
    
(
dd
 
bs
=
4k
 
seek
=
1
 
count
=
0
 
&&
 
dd
 
bs
=
512k
)
 
<
$tape
 
>
$disk

```

Уничтожить содержимое устройства /dev/sdg, заполнив его «нулями» из /dev/zero:
```
    
dd
 
if
=
/dev/zero
 
of
=
/dev/sdg
 
bs
=
65536

```

Узнать статус выполнения операции:
```
    
killall
 
-USR1
 
dd

```

В некоторых случаях статус выполнения просматривается командой:
```
    
pkill
 
-USR1
 
-x
 
dd

```

В последних версиях статус выполнения можно выводить в консоль, задав команду dd с параметром status=progress
```
    
dd
 
if
=
image.iso
 
of
=
/dev/sdb
 
status
=
progress

```

## Варианты dd, ориентированные на восстановление
Программы с открытым исходным кодом для восстановления включают dd_rescue и dd_rhelp, которые работают вместе, savehd7 и GNU ddrescue.
Antonio Diaz Diaz (разработчик GNU ddrescue) сравнивает варианты dd для задач восстановления:

Стандартная утилита dd осуществляет линейное чтение диска, и это может занять много времени или даже сжечь накопитель без восстановления чего-либо, если ошибки расположены в начале жёсткого диска.
dd_rescue делает то же самое, что и dd, только более эффективно.
dd_rhelp — это сложный shell-скрипт, который запускает dd_rescue много раз, целеустремлённо стараясь скопировать накопитель, но это очень неэффективно.

- dd_rhelp сначала извлекает все доступные к чтению данные и сохраняет их в файл, вставляя нули вместо байтов, которые не смог прочесть. Потом утилита пытается повторно прочитать некорректные данные и обновить этот файл.
- GNU dd_rescue может быть использована для копирования данных прямо на новый диск по необходимости, как и dd.